# Lehota István
Lehota István (Kiskőrös, 1963. július 15. –) labdarúgó, csatár.

## Pályafutása
1986. augusztus 16-án a Dunaújvárosi Kohász csapatában mutatkozott be az élvonalban. 1988 és 1991 között a Pécsi MSC játékosa volt, ahol magyar kupa-győztes és bajnoki bronzérmes lett a csapattal. 1991 és 1993 között a Veszprém együttesében szerepelt. 1995 és 1997 között a Stadler játékosa volt. Utolsó élvonalbeli mérkőzésén, 1996. november 30-án csapata a Csepel ellen 1–1-es döntetlent játszott.

## Sikerei, díjai
- Magyar bajnokság
  - 3.: 1990–91
- Magyar kupa (MNK)
  - győztes: 1990